# Флорентинска академия за изящни изкуства
Академията за изящни изкуства (на италиански: Accademia di belle arti di Firenze) във Флоренция, Италия е клон на все още съществуващата Accademia delle Arti del Disegno. Тя е първата академия за живопис в Европа.
Accademia delle Arti del Disegno е основана през 1563 г., а Accademia di belle arti di Firenze – през 1561 г., с подкрепата на великия херцог на Тоскана Козимо I де Медичи под влиянието на Джорджо Вазари. Първоначално Академията се намира в църквата Сантисима Анунциата (Santissima Annunziata).
През 1784 г. с указ на великия херцог на Тоскана Леополд всички училища по изкуствата във Флоренция са подчинени на Академията. В академията е създадена и художествена галерия, където студентите могат да се запознаят с художественото наследство на „старите майстори“.
Залите на Академията домакинстват на световноизвестни произведения на скулптурата като „Давид“ и „Пленници“ на Микеланджело, както и на най-добрите примери за живопис във Флоренция от XV – XVI век.